# Lisec (priimek)
Lisec je priimek več znanih Slovencev:
- Tomaž Lisec, gradbenik in politik